# Monica Cantieni
Monica Cantieni (* 9. März 1965 in Thalwil) ist eine Schweizer Schriftstellerin.

## Leben
Cantieni arbeitete bis 2016 als Bereichsleiterin Multimedia der Abteilung Kultur beim Schweizer Radio und Fernsehen. 2020 schloss sie einen Master in Digital Management bei Hyper Island in London ab und gründete 2021 einen Service, der Literatur und neue Lernformen in Klassen und Teams verbindet.
Cantieni hat bisher einen Roman, eine Erzählung sowie zahlreiche Kurzgeschichten in Anthologien und Literaturzeitschriften veröffentlicht. Ihr Roman Grünschnabel war für den Schweizer Buchpreis 2011 und für 2015 für den «First Book Award» am Edinburgh International Bookfestival nominiert. Es ist in sechs Sprachen übersetzt.
Sie lebt in Wettingen und Bern.

## Auszeichnungen
- 1997 Werkjahr der Stiftung Pro Helvetia
- 1997 Ehrengabe der Stadt Zürich
- 1998 Werkjahr des Aargauer Kuratoriums
- 2000 Lyrikpreis am Festival Rilke, Siders
- 2004 Werkbeitrag des Aargauer Kuratoriums

## Werke

### Prosawerke
- Hieronymus’ Kinder. Eine Erzählung. Rotpunkt, Zürich 1996, ISBN 3-85869-130-5
- Grünschnabel. Roman. Schöffling, Frankfurt am Main 2011, ISBN 978-3-89561-345-6
- Sehr geehrte Frau Bundespräsidentin Sommaruga... Das Tagebuch von Monica Cantieni, in: Schwellenzeit: 44 Autorinnen und Autoren schreiben zur Corona-Zeit, herausgegeben von Bettina Spoerri & Anne Wieser, Midas Verlag, Zürich, 2020, S. 12–30. ISBN 978-3-03876-184-6
- Zwischen Leben, Jugendbuch, da bux Verlag, Werdenberg, 2023, ISBN 978-3-906876-35-1

### Theater-Aufführungen
- Lucia, Mädchen. Monolog in fünf Bildern. UA: Theater im Kornhaus, Baden 1998